# Řád zásluh o Italskou republiku

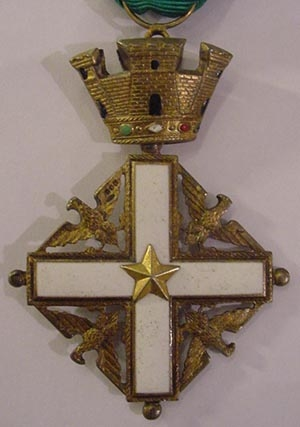
Řádový odznak platný v letech 1951-2001

Řád za zásluhy Italské republiky (italsky Ordine al merito della Repubblica Italiana, zkratkou OMRI) je nejvyšší italské vyznamenání a řád, založené v roce 1951. Je udělován italským prezidentem za zásluhy o národ v oblasti literatury, umění, hospodářství a vojenství. Řád nahradil někdejší vyznamenání Italského království, zejména Řád zvěstování a Řád sv. Mauricia a sv. Lazara.

## Třídy
Řád má pět tříd, přičemž první třída se dělí na dva podstupně, kolany (řádový řetěz):
| řádová třída                                                                                                  | 1951 až 2001 | od roku 2001 |
| --- | ------------ | ------------ |
| Rytíř velkokříže s Velkým řetězem (Cavaliere di Gran Croce decorato di Gran Cordone) - udělovaný hlavám států |              |              |
| Rytíř velkokříže (Cavaliere di Gran Croce)                                                                    |              |              |
| Velkodůstojník (Grande Ufficiale)                                                                             |              |              |
| Komtur (Commendatore)                                                                                         |              |              |
| Důstojník (Ufficiale)                                                                                         |              |              |
| Rytíř (Cavaliere)                                                                                             |              |              |

V roce 2001 došlo ke změně řádového odznaku. Původním odznakem byl bílý kříž, uprostřed se zlatou hvězdou a mezi rameny kříže byli zlatí římští orli. Novým odznakem, který je inspirován Řádem italské koruny, je bílý rupertský kříž, obkroužený ze stran zlatým olivovým a dubovým věncem, uprostřed je medailon se státním znakem.

## Někteří vyznamenaní
Titul Ufficiale OMRI získal např. italský fotbalista a trenér Gianfranco Zola., nebo pretendent sicilského trůnu, Karel Bourbonský-Obojí Sicílie.
Z Čechů byl řádem vyznamenán například Václav Havel.